# Namibiana
Namibiana – rodzaj węży z podrodziny Leptotyphlopinae w rodzinie węży nitkowatych (Leptotyphlopidae).

## Zasięg występowania
Rodzaj obejmuje gatunki występujące w południowo-zachodniej Afryce (Angola, Namibia i Południowa Afryka). 

## Systematyka

### Etymologia
Namibiana: nazwa Namib (Namibia) nadana temu regionowi południowo-zachodniej Afryki przez rdzenną ludność (Nama).

### Podział systematyczny
Do rodzaju należą następujące gatunki:
- Namibiana gracilior
- Namibiana labialis
- Namibiana latifrons
- Namibiana occidentalis
- Namibiana rostrata